# Acomys subspinosus
Acomys subspinosus es una especie de roedor de la familia Muridae.

## Distribución geográfica
Se encuentra en Sudáfrica.

## Hábitat
Su hábitat natural son: Matorral mediterráneo y zonas rocosas.